# منتخب أستراليا لكرة الماء
منتخب أستراليا الوطني لكرة الماء هو المنتخب الذي يمثل أستراليا في منافسات كرة الماء للرجال، ويقوم إتحاد أستراليا لكرة الماء بإدارة شؤونه، أبرز إنجازاته هو فوزه بالمركز الثالث مرتين في الدوري العالمي لكرة الماء.

## وصلات خارجية
- موقع الاتحاد الأسترالي لكرة الماء